# Congrescentrum Hamburg

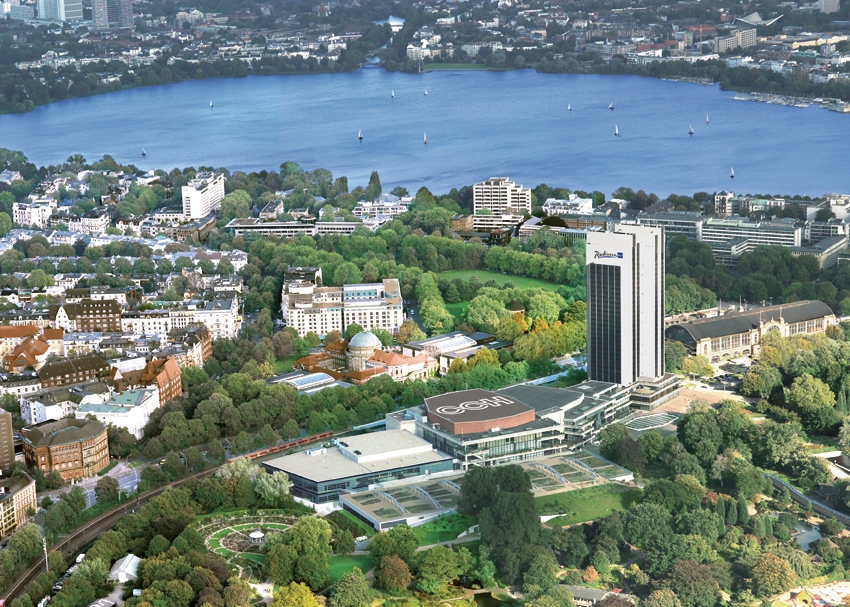
Luchtfoto van het Congrescentrum Hamburg met de letters CCH op het dak en de Alster in de achtergrond

Het CCH – Congress Centrum Hamburg werd op 14 april 1973 geopend als als eerste congrescentrum van Duitsland. Het bevindt zich in de nabijheid van het Dammtor station. De ruimtes en zalen van het CCH worden gebruikt voor conferenties, tentoonstellingen, concerten en tentoonstellingen. Het gebouw is in 2007 verbouwd. 
Vanaf 2017 wordt de CCH gerenoveerd door de eigenaar en CCH Immobilien GmbH Co. KG, voor een geschat bedrag van 194 miljoen euro. Tijdens de verbouwing bleek het gebouw schadelijke stoffen te bevatten, wat de renovatie vertraagd. De heropening staat gepland voor 2019

## Geschiedenis

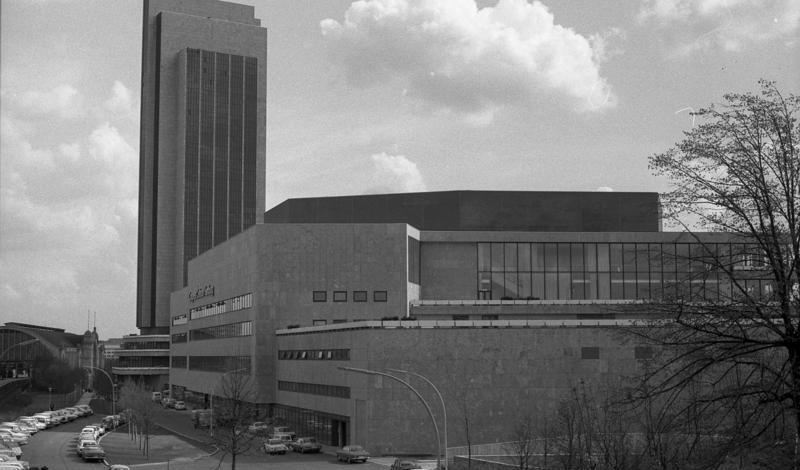
CCH mei 1973, gezien vanaf de spoorlijn

Na een twee jaar durende planning van 1968 tot 1969 is op 5 maart 1970 door de toenmalige burgemeester van Hamburg, Helbert Weichmann, de eerste steen gelegd voor het Congrescentrum Hamburg. Voor de naam van het congrescentrum is gekozen voor de Engelse woorden "Congress Centrum", omdat de afkorting van de Duitse woorden "KZ" zouden worden, wat concentratiekamp betekent. Dit werd gevolgd door een driejarige bouwfase. In totaal bestaat het gebouw uit 17 ruimtes waar 10.000 personen kunnen plaatsnemen. Op 17 april 1973 is het gebouw geopend. De totale prijs bedroeg 100 miljoen Duitse mark.

## Weblinks
- Officiële website van de CCH